# Slavjanovo (Pleven)
Slavjanovo (Bulgaars: Славяново) is een dorp in het noordwesten van Bulgarije. Het is gelegen in de gemeente Pleven in de oblast Pleven. Het dorp ligt ongeveer 21 km ten noorden van Pleven en 151 km ten noordoosten van de hoofdstad Sofia. 

## Bevolking
De stad Slavjanovo telde in 2019 zo'n 3 490 inwoners, een daling vergeleken met het maximum van 6 735 inwoners in 1946.
|  |

De etnische Bulgaren vormden de grootste bevolkingsgroep in Slavjanovo. In februari 2011 identificeerden 2660 personen zichzelf als etnische Bulgaren, oftewel 73% van alle definieerbare respondenten. De grootste minderheid vormden de Bulgaarse Turken (946 personen; 26%).
| Etnische samenstelling van de respondenten (2011) | Etnische samenstelling van de respondenten (2011) | Etnische samenstelling van de respondenten (2011) | Etnische samenstelling van de respondenten (2011) | Etnische samenstelling van de respondenten (2011) |
| ------------------------------------------------- | ------------------------------------------------- | ------------------------------------------------- | ------------------------------------------------- | ------------------------------------------------- |
|                                                   |                                                   |                                                   |                                                   |                                                   |
| Bulgaren                                          | Bulgaren                                          |                                                   | 73,0%                                             | 73,0%                                             |
| Turken                                            | Turken                                            |                                                   | 26,0%                                             | 26,0%                                             |
| Roma                                              | Roma                                              |                                                   | 0,0%                                              | 0,0%                                              |
| Anders/Onbekend                                   | Anders/Onbekend                                   |                                                   | 1,0%                                              | 1,0%                                              |